# David Copperfield (nhà ảo thuật)
David Copperfield tên thật là David Seth Kotkin (sinh 16 tháng 9 năm 1956) là một ảo thuật gia người Mỹ nổi tiếng với nhiều trò ảo thuật huyền bí và luôn gây bất ngờ với khán giả. Anh là nhà ảo thuật thành công nhất thế giới về mặt thương mại. Khoảng 40 triệu lượt khán giả đã mua vé xem anh trổ tài, giúp anh thu được hơn 1 tỷ USD.

## Các tiết mục
- Năm 1983, cả thế giới đã phải sửng sốt bởi pha trình diễn làm biến mất Tượng thần tự do của Mỹ trước sự chứng kiến của hàng nghìn khán giả và hàng triệu người xem truyền hình trực tiếp.
- Cưa người.
- Bay trong không gian như chim.
- Chui qua bức tường Vạn lý trường thành.
- Lao mình xuống dòng thác.
- Làm biến mất cả đoàn tàu có người ngồi trong.
- Dịch chuyển tức thời từ Tennessee đến Hawaii sau vài giây.

Ở thời kỳ đỉnh cao, bình quân trong một năm Copperfield có trên 500 buổi biểu diễn-phần lớn tại Las Vegas
Sinh ra tại New Jersey với tên David Seth Kotkin, Copperfield bắt đầu biểu diễn ảo thuật lúc lên 12 tuổi và trở thành người trẻ nhất được gia nhập Hội các nhà ảo thuật Mỹ. Lúc lên 16 tuổi, anh được học ảo thuật tại Đại học New York. Lúc anh 18 tuổi, anh nhập học Đại học Fordham, và vào vai diễn chính trong 3 tuần trong vở nhạc kịch Chicago - Người đàn ông có phép thuật - do Holland, MI's John Tammi làm đạo diễn, rồi lấy tên là David Copperfield theo tên của Nhà ảo thuật trong tác phẩm cùng tên của Nhà văn Charles Dickens. Năm 19 tuổi, ông đã được lăng-xê rầm rộ ở khách sạn Honolulu, Hawaii.
David Copperfield vào vai nhà ảo thuật Ken trong bộ phim kinh dị Terror Train vào năm 1980. Ông cũng tạo nên sự xuất hiện khó tin trong bộ phim Prêt-à-Porter năm 1994. Hầu hết các lần xuất hiện của ông đều trên các chương trình tivi đặc biệt hay là các điểm nhấn trên các show truyền hình. Các màn trình diễn chủ yếu của ông là làm biến mất Tượng Nữ thần Tự do, bay như chim, bay qua hẻm núi Grand Canyon, và đi xuyên qua Vạn Lý Trường Thành.
Năm 1982, Copperfield thành lập Project Magic,[5] một chương trình phục hồi nhằm giúp bệnh nhân cải thiện khả năng điều khiển cơ thể bằng cách sử dụng kỹ thuật sleight-of-hand như một liệu pháp vật lý. Chương trình này đã được American Occupational Therapy Association công nhận, và được sử dụng ở hơn 1100 bệnh viện ở 30 nước trên toàn thế giới.
David Copperfield đã đính hôn với siêu mẫu Claudia Schiffer nhưng mối quan hệ này đã chấm dứt sau 6 năm.
David Copperfield từng có lần mở hệ thống nhà hàng mang tên "Magic Underground". Hệ thống này được xây dựng ở 2 khu vực, một ở Thành phố New York và một ở Walt Disney World (hình chú chuột Mickey ẩn trong lòng đất, còn gọi là Hidden Mickey). Các nhà hàng này sử dụng "D.A.V.I.D" (Digital Audio-Video Interface Device, thiết bị tương tác nghe nhìn kỹ thuật số) để liên hệ với khách hàng. Chúng đã được trang bị hệ thống videophone. Ngoài ra, các bàn thực khách ngồi có thể lướt vòng quanh căn phòng và thậm chí những người phục vụ còn có thể trình diễn ảo thuật khi họ đem thực đơn đến cho khách. Cuối cùng, kế hoạch này bị trục trặc và kế hoạch ở Walt Disney bị hủy bỏ.
Năm 1996, David tham gia nhóm cùng với Dean Koontz, Joyce Carol Oates, Ray Bradbury và những người khác cho cuốn tiểu thuyết " Sự thần kỳ của David Copperfield về những điều không thể" - cuốn tiểu thuyết bằng thơ về thế giới ảo thuật kỳ bí. Cuốn sách thứ 2 được xuất bản cuối năm 1997 với tên " David Copperfield - Ngoài sức tưởng tượng".